# Neachryson orientale
Neachryson orientale é uma espécie de cerambicídeo da tribo Achrysonini, com distribuição restrita à Índia.